# Rochelle (Vorname)
Rochelle ist ein weiblicher Vorname aus dem englischen Sprachraum. Er leitet sich von der französischen Stadt La Rochelle ab. In den 1930er Jahren erzielte der Name in den Vereinigten Staaten durch die Schauspielerin Rochelle Hudson eine gewisse Popularität.

## Bekannte Namensträger
- Rochelle (Sängerin), eigentlich Rochelle Perts (* 1992), niederländische Popsängerin
- Rochelle Ashana, US-amerikanisch-philippinische Schauspielerin, Stuntfrau und Fotografin
- Rochelle Aytes (* 1976), US-amerikanische Schauspielerin
- Rochelle Gilmore (* 1981), australische Radrennfahrerin
- Rochelle Hudson (1916–1972), US-amerikanische Schauspielerin
- Rochelle Majer Krich (* 1947), US-amerikanische Schriftstellerin
- Rochelle Rose (* 1974), britische Schauspielerin
- Rochelle Stevens (* 1966), US-amerikanische Leichtathletin
- Rochelle Swanson (* 1963), US-amerikanische Schauspielerin
- Rochelle Walensky (* 1969), US-amerikanische Ärztin und Wissenschaftlerin